# Възкресение Христово (Амбелокипи)
„Възкресение Христово“ (на гръцки: Ι. Ν. Αναστάσεως Κυρίου Αμπελοκήπων) е енорийска църква в солунското предградие Амбелокипи, Гърция, част от на Неаполската и Ставруполска епархия.
Църквата е разположена на територията на бившето военно поделение „Александър Велики“. Изградена е за нуждите на войниците в казармата през 1976 г. и с последващи допълнения по срадата функционира като военна църква до 1993 г. След премахването на казармите с усилията на митрополит Варнава Неаполски и Ставруполски и със съгласието на общината на 11 май 1993 г. е превърната в енорийски храм, за да задоволява религиозните нужди на квартала.